# Daúde (cantora)
Maria Waldelurdes Costa de Santana Dutilleux (Salvador, 23 de setembro de 1961), artisticamente conhecida como Daúde, é uma cantora brasileira.
Com cinco álbuns de estúdio lançados até o momento, Daúde ganhou grande notoriedade e sucesso em 1997 ao lançar a versão em português do hit Pata Pata, música homônima da cantora sul-africana Miriam Makeba. Estudou canto e teatro aos 18 anos, formou-se em Letras (português e literatura) pela Universidade Santa Úrsula do Rio de Janeiro e posteriormente fez uma pós-graduação em História Africana.

## Biografia
A mais velha entre três irmãos, Daúde viveu com a família em Salvador até os seus 11 anos de idade, quando mudaram-se para o Rio de Janeiro. Com um histórico de interesse por artes e música desde cedo, iniciou seus estudos de canto aos 18 anos com o barítono Paulo Fortes, no Instituto Villa-Lobos, e também fez aulas de teatro na Escola Martins Pena. Todos os estudos e aprofundamento da jovem Maria na época foram cruciais para o nascimento e desenvolvimento de Daúde, a sua persona artística que nasceria pouco tempo depois. 
Foi em meados dos anos 90, época na qual costumava fazer apresentações em peças de teatro e casas noturnas, que Daúde recebeu um convite para gravar o seu primeiro álbum de estúdio. Lançado em 1995 pela gravadora Natasha Records, o disco intitulado Daúde conta com treze faixas que incluem interpretações de músicas de artistas como Jorge Ben Jor, Carlinhos Brown, Caetano Veloso e Lenine, misturando os gêneros Funk, Soul, Pop, Hip Hop e Samba em uma sonoridade diversa e única.
Dois anos mais tarde, em 1997, lançou o seu segundo disco intitulado Daúde #2. A partir da construção sonora criada por nomes como o baixista Arthur Maia, o multi-instrumentista Celso Fonseca e o produtor inglês Will Mowat nos teclados, o álbum que traz influências de Samba, MPB e Rumba levou a cantora a estourar nas rádios e alcançar ainda mais sucesso entre o público graças à sua interpretação em português do hit Pata Pata, originalmente gravado pela cantora sul-africana Miriam Makeba. No ano de 1999 a cantora lançou um terceiro álbum, o Simbora, dessa vez com remixes de músicas inclusas nos discos anteriores.
No ano de 2003, Daúde lança o álbum Neguinha Te Amo pela gravadora britânica Real World Records, o que a tornou a primeira brasileira a ser contratada sob este selo. A partir da visibilidade que o lançamento internacional traria para a sua arte, a cantora decidiu que o álbum deveria não apenas levar a outros países uma nova perspectiva sobre arte e música brasileira, mas também servir como uma homenagem às mulheres negras e à cultura afro-brasileira. 
Sob a gravadora Lab 344, o mais recente disco da cantora intitulado Código Daúde foi lançado em 2014 em um hiato de 11 anos. Com uma produção que foi acontecendo organicamente ao longo dos anos, o disco traz uma lista de faixas que incluem interpretações de músicas de Alceu Valença, Nelson Sargento e Marcos Valle. Misturando ritmos populares e tipicamente brasileiros, Daúde construiu uma carreira levando mundo afora elementos da cultura e arte brasileiras que se mesclam com homenagens às raízes e origens da negritude afro-brasileira, da mesma maneira que cria e pensa sua arte para quebrar estereótipos racistas e construir novos imaginários na mente das pessoas em relação à negritude. 

## Discografia

### Álbuns de estúdio
- Daúde (1995) (Natasha Records)
- Daúde #2 (1997) (Nathasha Records)
- Neguinha Te Amo (2003) (Real World Records)
- Código Daúde (2014) (Lab 344)

### Álbuns de remixes
- Simbora (1999) (Natasha Records)

## Televisão
- Fera Radical 1988 - Jacy - Rede Globo